# بنای یادبود ملی (مالزی)
بنای یادبود ملی (انگلیسی: National Monument) یا توگو نگارا  یک تندیس است که به عنوان بنای یادبود ملی محسوب می‌شود و یادواره کسانی است که در منازعات مالزی برای آزادی، که ببشتر آنها در برابر اشغال ژاپن در طی جنگ جهانی دوم و شرایط اضطراری مالایا، که از ۱۹۴۸ تا ۱۹۶۰ طول کشید، جان باختند. این بنای یادبود در پایتخت فدرال، کوالا لامپور واقع شده‌است. ساختمان‌های مجلس نمایندگان مالزی در نزدیکی بنای یادبود قرار دارد.

## مقام جهانی
بلندترین مجسمه گروهی برنزی خودایستا در جهان است. تا سال ۲۰۱۰، هر سال در روز ۳۱ ژوئیه در روز سلحشوران، یانگ دی‌پرتوان آگونگ، نخست‌وزیر، و سران نیروهای مسلح مالزی و پلیس سلطنتی مالزی با قرار دادن تاج گل بر این بنای یادبود به دلیران کشته شده، ادای احترام می‌کردند. بعد از اینکه دولتمردان مذهبی سنتی افراطی، پیکرتراشی را بت‌پرستی اعلام کردند، اکنون روز سلحشوران در میدان مردکا گرامی داشته می‌شود.